# Zentralaustralischer Python
Der Zentralaustralische Python, auch Inland-Teppichpython oder Bredls Python (Morelia bredli) ist eine Art der Rautenpythons (Morelia) aus der Familie der Pythons (Pythonidae). Die Art wurde nach dem australischen Herpetologen und Schlangenparkbesitzer Joe Bredl benannt. Sie wird nicht von allen Autoren anerkannt und teilweise als eine Population des Rautenpythons (Morelia spilota) betrachtet.

## Merkmale
Der zentralaustralische Python erreicht eine durchschnittliche Länge von 150 bis 200 cm, mit einer Maximallänge von 265 cm. Die Grundfärbung ist sehr variabel und reicht von braun über kräftig rot bis gelblich. Darauf liegen hellere, gelbliche Flecken und Streifen, die meist dunkel gerandet sind. Der Kopf setzt sich deutlich vom langen Hals ab. Die Bauchseite ist weiß bis cremefarben.
An die beiden, sich berührenden oder durch eine Reihe kleiner Schuppen getrennten, Internasalia grenzt ein Paar, durch einen kleinen Schild getrennte, Praefrontalschilde. Der Rest der Kopfoberseite ist von zahlreichen kleinen Schuppen bedeckt. Das große Auge ist von einem Halbkreis aus acht bis zwölf Schuppen umgeben, darüber liegen drei bis fünf Supraocularschilde. Wärmesinnesgruben liegen auf dem Rostralschild, auf den vorderen zwei bis drei der 13 bis 15 Supralabialschilde und auf etwa fünf der 19 bis 21 Infralabialschilde unter dem Auge. Die Rumpfmitte weist 52 bis 54 Reihen glatter Schuppen auf, der Bauch 280 bis 310 Ventral- und 80 bis 120 meist geteilte Subcaudalschilde sowie einen ungeteilten Analschild.

## Verbreitung und Lebensweise
Die Art kommt endemisch in den südlichen Berglandschaften des Northern Territory vor. Die Tiere verbringen den Tag in Felsspalten, Höhlen oder anderen Verstecken und jagen nachts Vögel und kleine Säugetiere. Die Paarung findet von August bis September statt, die Weibchen legen bis zu 40 Eier.